# Строганов, Сергей Григорьевич (1794)
Барон, затем (с 1818) граф Серге́й Григо́рьевич Стро́ганов (Стро́гонов) (8 [19] ноября 1794, Вена — 27 марта (8 апреля) 1882, Санкт-Петербург) — русский государственный деятель, археолог, меценат, коллекционер, московский генерал-губернатор, генерал от кавалерии, попечитель Московского учебного округа (1835—1847).

## Биография

### Происхождение
Родился в Вене 8 (19) ноября 1794 года (по другим сведениям — в 1793 году). Сергей Григорьевич Строганов был старшим сыном барона Григория Александровича Строганова (1770—1857) и Анны Сергеевны, урождённой княжны Трубецкой (1765—1824). Также приходился троюродным племянником Павлу Александровичу Строганову, на старшей дочери которого Наталье женился 11 февраля 1818 года, приняв вследствие этого бракосочетания его графский титул с дозволения Александра I, согласно положению высочайшего указа от 11 августа 1817 года, изданного в связи со смертью Павла Александровича Строганова.

### Образование и военная служба

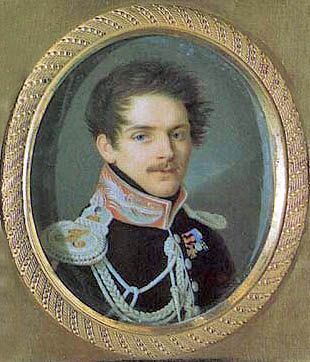
Сергей Строганов во флигель-адъютантском мундире, но с обер-офицерскими эполетами (без бахромы). Миниатюра Пьетро де Росси. (1817—1823, ГРМ)

Получил великолепное домашнее воспитание и 1 октября 1810 года поступил воспитанником в только что созданный Институт корпуса инженеров путей сообщения; 12 июня 1811 года был произведён в прапорщики.
С началом Отечественной войны вступил в действующую армию, где отличился в ряде сражений; 29 октября 1812 года был произведён в подпоручики; получил орден Святого Владимира 4-й степени с бантом. Многие из воспитанников Института корпуса инженеров путей сообщения вернулись в него, чтобы окончить курс, но Сергей Строганов остался в армии и участвовал в заграничных походах русской армии и взятии Парижа в 1814 году. За отличие в сражении при Лейпциге 6 октября 1813 года был произведён в капитаны; 4 июня 1815 года был произведён в поручики гвардии с назначением адъютантом к генералу от кавалерии барону Фердинанду Винцингероде с переводом в лейб-гвардии Литовский полк.
В 1815 году С. Г. Строганов поселился в Москве, где и жил постоянно до 1860 года.
24 января 1816 года был произведён в штабс-ротмистры с переводом в лейб-гвардии Гусарский полк; 9 апреля 1817 года был назначен адъютантом к начальнику Главного штаба генерал-лейтенанту князю П. М. Волконскому; 12 декабря 1817 года в чине ротмистра был назначен флигель-адъютантом императора Александра I; 29 января 1823 года произведён в полковники. В мае 1829 года, во время коронации императора Николая I на польский престол, был пожалован орденом Св. Станислава 2-й степени.
Во время Русско-турецкой войны 1828—1829 годов (уже в чине генерал-майора от кавалерии) сражался под Шуменом и Варной. Затем был назначен флигель-адъютантом императора Николая I.
С 28 марта 1831 года был временным военным губернатором в Риге, затем — в Минске (24 сентября 1831 — 23 апреля 1832). Генерал-адъютант с 6 декабря 1835 года; генерал-лейтенант и сенатор  с 26 апреля 1837 года; член Государственного совета  26 августа 1856 года.
В 1859 году, с 17 апреля по 8 сентября, — временный московский генерал-губернатор.

### Просветительская деятельность
Сергей Григорьевич Строганов был учредителем первой в России рисовальной школы, бесплатной и открытой для всех талантливых детей, независимо от их сословного происхождения. «Школа рисования в отношении к искусствам и ремеслам» — Строгановское училище (ныне МГХПА им. С. Г. Строганова) было открыто в Москве 31 октября 1825 года. Строганов двенадцать лет руководил рисовальной школой.
В 1826—1835 годы — член Комитета устройства учебных заведений.
Почётный член Петербургской академии наук (1827).
В период с 1 июля 1835 по 20 ноября 1847 года — попечитель Московского учебного округа.
Президент Московского общества испытателей природы (с 5 сентября 1835).
В течение более чем 37 лет граф С. Г. Строганов был председателем Московского общества истории и древностей Российских (с 24 апреля 1836). Ежегодно он снаряжал на свои деньги научные археологические экспедиции на юг России. Результатом этих раскопок в Крыму стали богатые керченские клады и «скифское золото», ныне хранящиеся в Эрмитаже.
Почётный член Московского университета (1847).
Стоял у истоков Императорской Археологической комиссии (1859—1882). Предложил И. Е. Забелину войти в состав комиссии и заняться раскопками курганов на юге России.
В 1860 году был приглашён ко двору в качестве главного руководителя воспитания наследника цесаревича Николая Александровича и являлся его воспитателем и учителем по 1865 год, когда молодой цесаревич скоропостижно скончался.
Главный воспитатель великих князей Александра Александровича, впоследствии императора Александра III, и Владимира и Алексея Александровичей.
С 10 марта 1870 года — почётный член Императорского Русского Исторического Общества в Санкт-Петербурге.

### Императорский Московский университет
С. Г. Строганову, принявшему участие в составлении нового университетского устава, суждено было воплотить в жизнь программу обновления высшего образования на должности попечителя Московского учебного округа. Двенадцать лет его попечительства (1835—1847) — «строгановские времена» — будут затем характеризовать как одну из наиболее успешных эпох в развитии Московского университета. Особой заслугой попечителя стало увеличение и обновление профессорско-преподавательского состава, привлечение на кафедры Московского университета молодых квалифицированных специалистов, учёных. Он буквально наводнил университет талантливыми профессорами, составившими его славу (Т. Н. Грановский, К. Д. Кавелин, С. М. Соловьёв, Ф. И. Буслаев, П. Н. Кудрявцев и др.). «Он выуживал их отовсюду, посылал за границу, поощрял и защищал на кафедре от подозрительных правительственных верхов и старомодных завистников-коллег. Это был человек типа Муравьёва, но большего калибра, который преодолел не только житейское, но и учёное дилетантство меценатов, стал настоящим учёным».
Являясь долгое время (1837—1874) председателем университетского Общества истории и древностей российских, Строганов исходатайствовал для него титул Императорского и ежегодную субсидию на издание трудов. Строганов, знаток русской нумизматики и иконописи, способствовал формированию и пополнению нумизматического собрания Московского университета. Среди его даров минералогическому кабинету — образцы 300 горных пород, Ботаническому саду были подарены семена редких китайских растений. Особую заботу граф Строганов проявил об устройстве университетской астрономической обсерватории. По его приказу в 1843 году был составлен проект расширения обсерватории, приобретены для неё многие приборы. В попечительство Строганова в стенах Московского университета был основан новый кабинет — сельскохозяйственный (1846), которому попечитель подарил модель пермской сохи и 30 образцов древесных пород Пермской области. Глубокий интерес Строганова к искусству и просвещению, вера в знания, поддержка молодёжи, как студентов, так и молодых учёных — сближали его с первым попечителем университета М. Н. Муравьёвым и снискали ему заслуженную славу «просвещённого покровителя наук».
В 1848 году Строганов покинул пост попечителя из-за обострившихся разногласий с руководством Министерства народного просвещения. Непосредственным поводом для увольнения была публикация в «чтениях ОИДР» сочинения о России английского дипломата и путешественника XVI века Джайлса Флетчера, содержащего нелестные отзывы о России времён Ивана Грозного. Публикация была запрещена Уваровым, и в ответ Строганов подал в отставку, которая была принята Николаем I.

### Портреты С. Г. Строганова

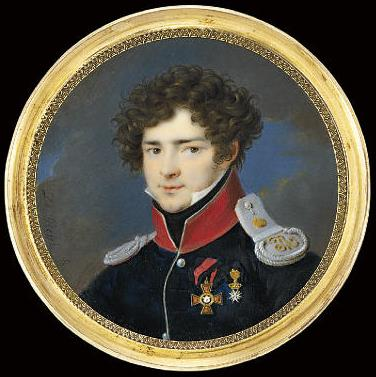
Портрет работы П. Росси (1810-е гг.)
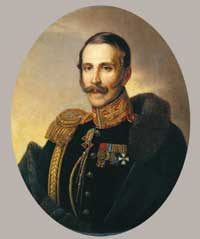
Автор неизвестен
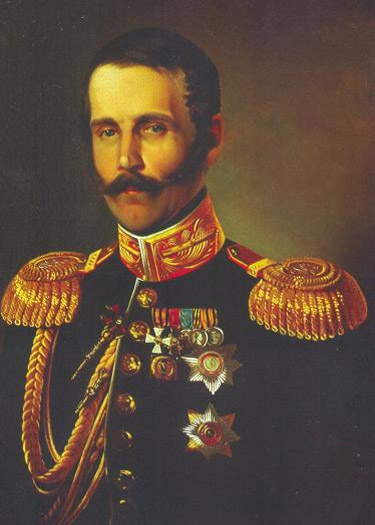
Портрет работы С. П. Юшкова (1853)
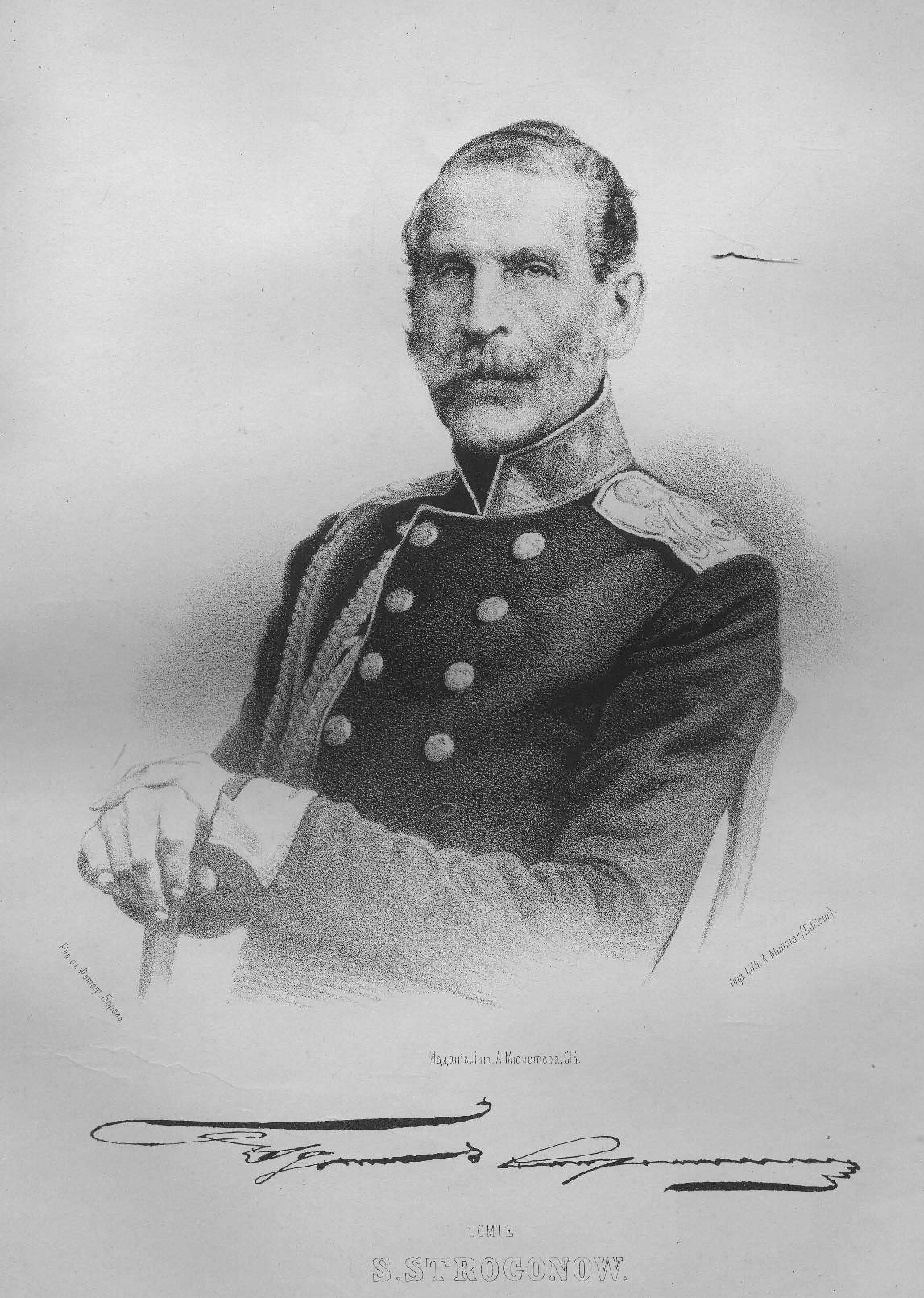
Автор неизвестен (1865)
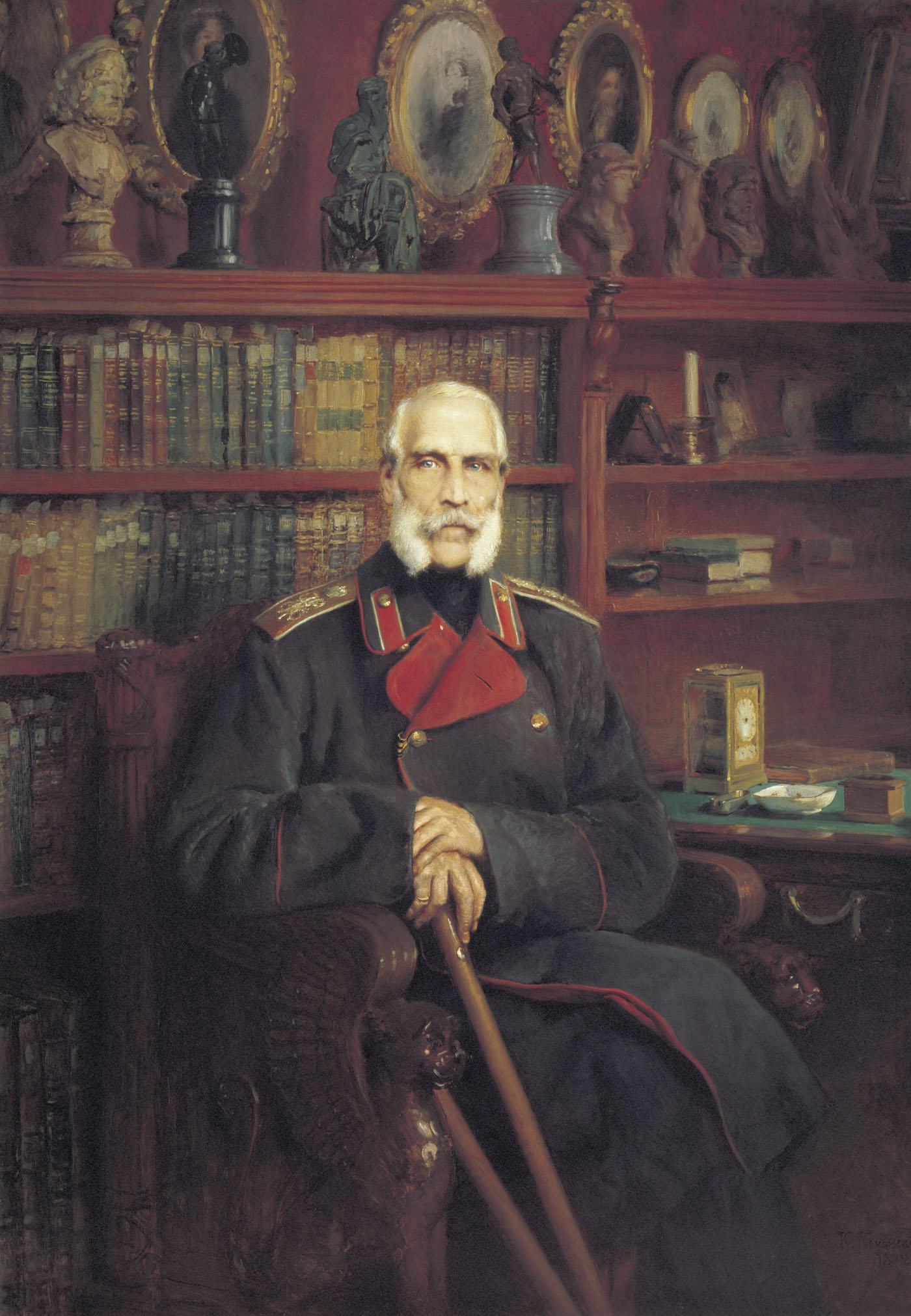
Портрет работы К. Е. Маковского (1882) ГРМ

## Другое
В его владении было 80 тысяч душ крестьян. Вместе с женой управлял майоратом в Пермской губернии (владельцем которого стал после смерти жены) с 46 тысяч крепостных крестьян в составе уральских заводов: Билимбаевского (с 1734), Добрянского (с 1754), Кувинского (1856—1906), Кыновского (1761—1911), Очёрского (1759—1911), Павловского (1816—1911), Софийского (1862—1870). По 9 ревизии 1850 года за его женой числилось 157 161 душ обоего пола. Строганов активно вникал в жизнь своих пермских владений, о чём свидетельствует следующий факт. 16 сентября 1846 года вступили в Пермском майорате в силу подписанные графом «Правила о предупреждении и пресечении распутства» (они вводились временно, «для опыта на один год»). Правила предусматривали следующие меры:
- Запрет всем домохозяевам принимать к себе под видом «постоялок» или «подворниц» женщин «неодобрительного поведения»;
- Запрет нищенствовать при мельницах молодым вдовам и солдаткам;
- Запрет всем женщинам входить в «питейные дома для питья вина»;
- Прием женщины в «услужение» только с разрешения местной земской избы или заводской конторы, причем сроком не более чем на год, а после окончания этого срока наниматель должен был написать свой отзыв о работнице;
- За распутное поведение женщина подлежала наказанию по решению местного приказчика и старосты, имевших право — аресту от 4 до 7 дней, телесному наказанию от 5 до 10 «ударов» или «черной работе» от 4 до 6 дней. При повторном совершении проступка дело разбирало окружное правление. Если женщина после трехкратного наказания продолжала вести прежний образ жизни, то она признавалась «неисправимо распутной» и передавалась для наказания губернским властям;
- Распутным мужчинам наказание было намного строже. За первый проступок полагалось от 10 до 15 «ударов», денежный штраф от 0,5 до 1,0 руб. серебром, за повторный — от 20 до 50 «ударов» розгами, деньгами от 1 до 3 руб., а за третий — горной или заводской работой от 1 до 3 месяцев. «Неисправимо» распутные мужчины вне очереди отдавались в рекруты, а негодные к службе передавались в губернское правление «для отсылки в Сибирь или арестантские роты» (при этом необходимые на проезд до Тобольска 14,13 руб. взыскивались с имущества ссылаемых).

Известно, что эти правила применялись на практике, но иногда виновных освобождали от наказания. Например, с молодых неженатых мужчин брали подписки о том, что они вступят в брак с теми незамужними «девками», с которыми сожительствовали. Правила вызвали сопротивление — некоторые крестьяне, наказанные за распутство, бежали в Сибирь. Историк В. П. Пушков предположил, что эксперимент не удался и Строганов не стал проводить его в дальнейшем.
Скончался в Санкт-Петербурге вечером в страстную субботу 27 марта (8 апреля) 1882 года. Похоронен в Фёдоровской церкви Александро-Невской лавры.
В честь Сергея Григорьевича назван род растений Строгановия (Stroganowia) Kar. & Kir. из семейства Капустные.

## Сочинения
- Древности Российского государства (1839—1853)
- О серебряных вещах, найденных во Владимире и Ярославской губернии в 1837 г. (1840)
- Дмитриевский собор во Владимире-на-Клязьме, строенный с 1194 по 1197 гг. (1849)
- Русское искусство: В. Виолле де-Дюк и архитектура в России от X до XVIII стол. (1878).

## Награды
- Орден Святой Анны 4 ст. (1812)
- Орден Святого Владимира 4 ст. с бантом (1813)
- Орден Святого Станислава 2 ст. со звездой (1829)
- Орден Святой Анны 1 ст. (1831)
- Орден Святого Георгия 4 ст. за 25 лет службы (1838)
- Орден Белого орла (1839)
- Орден Святого Александра Невского (1845)
- Знак отличия за XXXV лет беспорочной службы (1854)
- алмазные знаки к ордену Святого Александра Невского (1856)
- Орден Святого Владимира 1 ст. (1859)
- Орден Святого апостола Андрея Первозванного (1861)
- алмазные знаки к ордену Святого Андрея Первозванного (1869)

Иностранные:
- шведский Орден Меча 4 ст. (1813);
- австрийский Орден Леопольда, большой крест (1860);
- баварский Орден Святого Губерта (1864);
- саксонский Орден Белого сокола, большой крест;
- вюртембергский Орден Вюртембергской короны 1 ст.;
- прусский Орден Красного Орла 1 степени;
- гессенский Орден Людвига;
- вюртембергский Орден Вюртембергской короны, большой крест;
- датский Орден Слона;
- итальянский Орден Святых Маврикия и Лазаря, большой крест.

## Семья
Был женат на графине Наталии Павловне Строгановой (1796—1872), дочери П. А. Строганова и С. В. Голицыной. Брак принёс ему графское достоинство. Супруги имели 4 сыновей и 3 дочерей:
- Александр Сергеевич (1818—1864), выпускник Московского университета, принимал участие в Крымской войне, егермейстер двора; с 1846 года женат на фрейлине княжне Татьяне Дмитриевне Васильчиковой (1823—1880), дочери генерала Д. В. Васильчикова.
- Анна Сергеевна (182.—182.)
- Павел Сергеевич (1823—1911), обер-шенк императорского двора, коллекционер; с 1851 года женат на Анне Дмитриевне Бутурлиной (1828—1906), дочери Д. П. Бутурлина, статс-даме и кавалерственной даме ордена Св. Екатерины.
- Софья Сергеевна (1824—1852), фрейлина, с 1845 года замужем за статским советником графом Иваном Петровичем Толстым (1810—1873).
- Елизавета Сергеевна (28.02.1826—1895), крестница княгини А. П. Голицыной и князя В. С. Трубецкого[19], с 1848 года была замужем за шталмейстером князем Александром Васильевичем Мещерским (1822—1900/1901).
- Григорий Сергеевич (1829—1910), коллекционер; с 1856 года женат на графине Марии Болеславовне Потоцкой (1839—1882).
- Николай Сергеевич (1836—1906), камер-юнкер; женат на троюродной племяннице княжне Софье Илларионовне Васильчиковой (1841—1871), дочери И. И. Васильчикова.

### Потомки

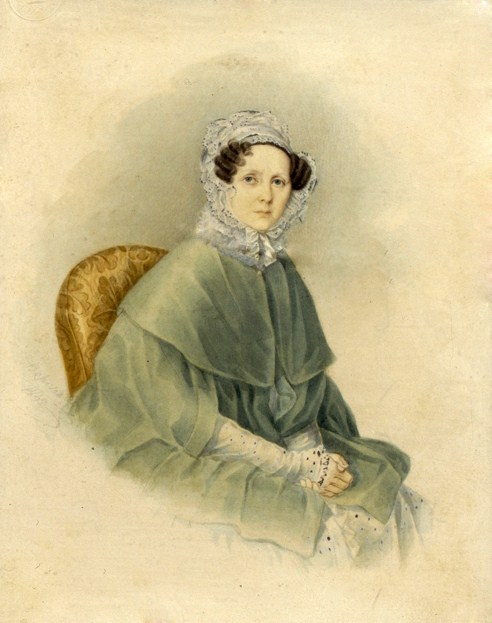
Наталия Павловна, жена
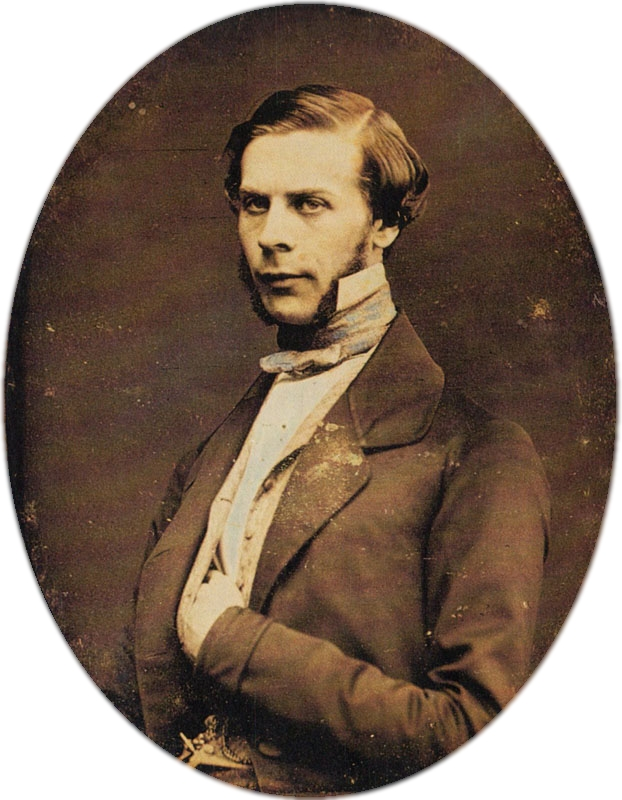
Павел Сергеевич, сын
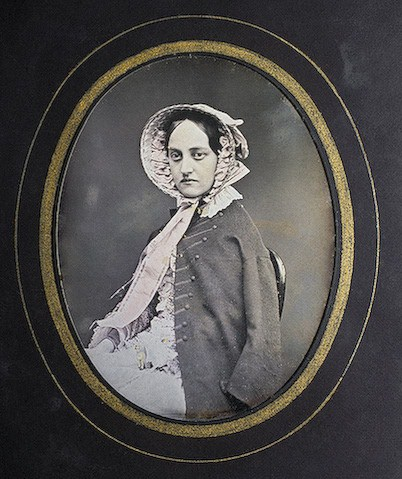
Анна Бутурлина, невестка
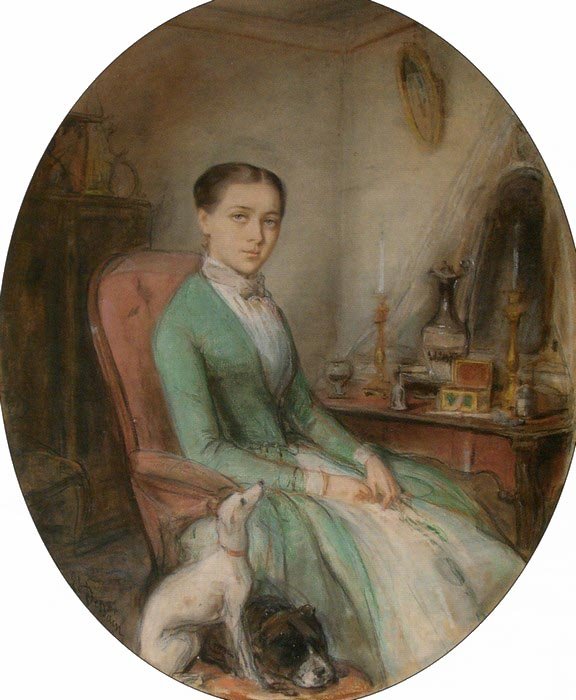
Елизавета Сергеевна, дочь
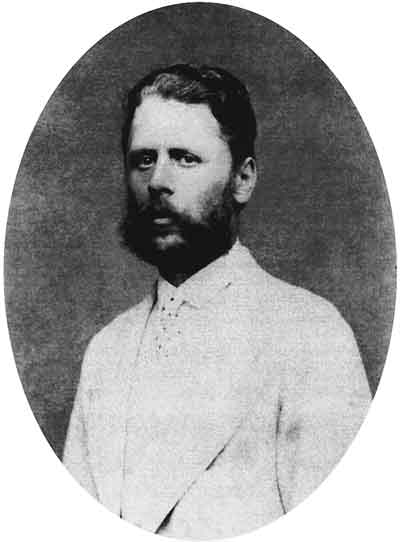
Григорий Сергеевич, сын
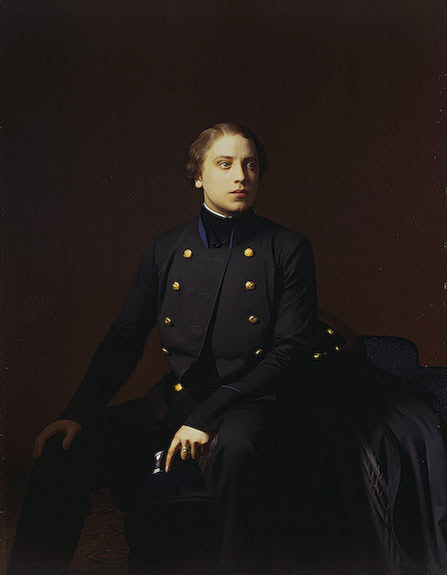
Николай Сергеевич, сын